# Immortali (Impero bizantino)
Gli Immortali (in greco: Ἀθάνατοι, Athanatoi) erano una delle unità militari d'élite tagmata dell'Impero bizantino, istituite per la prima volta alla fine del X secolo. Il nome deriva da a- ("senza") + thanatos ("morte").

## Storia
Gli Athanatoi erano un corpo militare di giovani uomini di rango nobiliare che fu originariamente creato da Giovanni I Zimisce (r. 969-976) nel 970 per la sua guerra contro i Rus', dove giocarono un ruolo decisivo nelle battaglie di Preslav e durante l'assedio di Dorostolon. L'unità era comandata da un domestikos, come la maggior parte degli altri tagmata, e durante la campagna militare si accampavano vicino alla guardia del corpo imperiale, l'Hetaireia. Lo storico contemporaneo Leone Diacono descrive gli Athanatoi come un reggimento di cavalleria d'assalto pesantemente corazzata, "rivestita di armatura" o come "cavalieri armati adornati d'oro". L'unità di Zimisce fu probabilmente sciolta poco dopo la sua morte, poiché non venne più citata nelle fonti.
Il nome degli Athanatoi fu ripreso sotto l'imperatore Michele VII (r. 1071–1078), quando il suo ministro Niceforo riformò l'esercito. Questa riorganizzazione faceva parte di un più ampio sforzo per risolvere la grave crisi militare in cui versava l'Impero, in seguito alla disastrosa sconfitta subita dai Bizantini contro i Turchi Selgiuchidi nella Battaglia di Manzicerta nel 1071. I Selgiuchidi avevano successivamente invaso la maggior parte dell'Asia Minore, che era in origine l'area geografica di reclutamento dell'esercito prima della suddetta sconfitta. Come parte del processo di riorganizzazione, i resti delle truppe provinciali dei themata orientali (province militari) furono riuniti come Immortali, fornendo un nuovo elemento del tagma.
I documenti contemporanei sembrano collocare gli Athanatoi tra gli altri contingenti stranieri, ma gli studiosi moderni solitamente ritengono che l'unità fosse composta da nativi e autoctoni bizantini. Lo schema standard di disposizione dell'accampamento dell'esercito bizantino alla fine del X secolo, mostra che gli Immortali erano schierati nei pressi della tenda imperiale, all'interno di un perimetro esterno.
Lo storico bizantino Niceforo Briennio il Giovane scriveva che gli Immortali erano circa 10.000, ma questa è molto probabilmente un'allusione alla vecchia Guardia Immortale persiana. La nuova unità combatté sotto il futuro imperatore Alessio I Comneno nella battaglia di Kalavrye (1078) contro il generale ribelle Niceforo Briennio il Vecchio, e sono menzionati nelle guerre contro i Peceneghi negli anni 1090, ma scompaiono in seguito, insieme a un'altra creazione contemporanea, gli Archontopouloi.

## Nella cultura popolare
Nel romanzo di Walter Scott Il conte Roberto di Paride, gli Immortali compaiono come rivali della Guardia Variaga vichinga o anglosassone per ottenere il favore dell'imperatore.
In Rise of The Tomb Raider (2015) gli “Athanatoi” o “immortali” sono guerrieri corazzati che parlano greco e sorvegliano la città immaginaria di Kitezh.